# Municipio de Howard (condado de Howard, Indiana)
El municipio de Howard (en inglés: Howard Township) es un municipio ubicado en el condado de Howard en el estado estadounidense de Indiana. En el año 2010 tenía una población de 2579 habitantes y una densidad poblacional de 33,13 personas por km².

## Geografía
El municipio de Howard se encuentra ubicado en las coordenadas 40°31′36″N 86°3′10″O / 40.52667, -86.05278. Según la Oficina del Censo de los Estados Unidos, el municipio tiene una superficie total de 77.84 km², de la cual 76.8 km² corresponden a tierra firme y (1.34%) 1.04 km² es agua.

## Demografía
Según el censo de 2010, había 2579 personas residiendo en el municipio de Howard. La densidad de población era de 33,13 hab./km². De los 2579 habitantes, el municipio de Howard estaba compuesto por el 95.39% blancos, el 1.74% eran afroamericanos, el 0.47% eran amerindios, el 0.39% eran asiáticos, el 0.04% eran isleños del Pacífico, el 0.31% eran de otras razas y el 1.67% pertenecían a dos o más razas. Del total de la población el 1.55% eran hispanos o latinos de cualquier raza.